# Koblenz guitar festival
 (octobre 2023).
Si vous disposez d'ouvrages ou d'articles de référence ou si vous connaissez des sites web de qualité traitant du thème abordé ici, merci de compléter l'article en donnant les références utiles à sa vérifiabilité et en les liant à la section « Notes et références ».
Le Koblenz guitar festival Ubbert Käpel est un festival de guitare classique se déroulant chaque printemps en Allemagne, à Coblence. Fondé au début des années 1990, il regroupe des concerts, des masterclasses et un concours assez prestigieux.  

## Liste des gagnants
- 2003 : Goran Krivokapić (en)
- 2004 :
- 2005 :
- 2006 :
- 2007 : Gabriel Bianco